# Liste der Monuments historiques in Plomeur
Die Liste der Monuments historiques in Plomeur führt die Monuments historiques in der französischen Gemeinde Plomeur auf.

## Liste der Bauwerke
| Bezeichnung                       | Beschreibung                                                       | Standort            | Kennzeichnung | Schutzstatus | Datum | Bild           |
| --------------------------------- | ------------------------------------------------------------------ | ------------------- | ------------- | ------------ | ----- | -------------- |
| Dolmen von Kerugou                |                                                                    | (Lage)              | PA00090186    | Classé       | 1922  | weitere Bilder |
| Ar-Groez-Veur                     | mit Kreuz bekrönter Lec’h                                          | (Lage)              | PA00090191    | Classé       | 1924  |                |
| Kapelle Notre-Dame-de-Tréminou    |                                                                    | (Lage)              | PA00090187    | Inscrit      | 1926  | weitere Bilder |
| Dolmen von Lestriguiou            |                                                                    | (Lage)              | PA00090188    | Classé       | 1927  | weitere Bilder |
| Dolmen von Penker ar Bloaz        |                                                                    | (Lage)              | PA00090189    | Classé       | 1924  | weitere Bilder |
| Halbinsel Pointe de la Torche     | archäologische Fundstätte mit Dolmen und Tumuli                    | (Lage)              | PA00090190    | Classé       | 1960  | weitere Bilder |
| Menhir von Lanvenael              |                                                                    | (Lage)              | PA00090192    | Classé       | 1923  | weitere Bilder |
| Menhire                           |                                                                    | Kerharo Vian (Lage) | PA00090193    | Inscrit      | 1983  |                |
| Menhire von Kerfland              |                                                                    | (Lage)              | PA00090194    | Classé       | 1923  | weitere Bilder |
| Tertre de la ferme de Saint-Urnel | auch Cimetière des Anciens Bretons; hochmittelalterlicher Friedhof | (Lage)              | PA00090195    | Classé       | 1929  |                |

## Liste der Objekte
- Monuments historiques (Objekte) in Plomeur in der Base Palissy des französischen Kultusministeriums